# دونکرتون (آیووا)
دونکرتون (به انگلیسی: Dunkerton) شهری در ایالت آیووا کشور ایالات متحده آمریکا است که جمعیت آن در سرشماری سال ۲۰۱۰ میلادی، ۸۵۲ نفر بوده‌است.